# Бабангида, Тиджани
Тиджа́ни Бабанги́да (англ. Tijani Babangida; род. 25 сентября 1973, Кадуна) — нигерийский футболист, правый полузащитник.

## Клубная карьера
Тиджани Бабангида начал свою футбольную карьеру в нигерийском клубе «Найджер Торнадос» в 1990 году. В возрасте 17 лет Тиджани переехал в Нидерланды и подписал контракт с клубом «Рода», но «Рода» отдала Тиджани в аренду на 1,5 года клубу «ВВВ-Венло». За полтора года, проведённых в «ВВВ-Венло», Тиджани забил 19 мячей в 34 матчах. В 1993 году Тиджани вернулся в «Роду». Первый же сезон за «Роду» для Тиджани выдался удачным, Бабангида забил 11 мячей в 29 матчах, а его клуб занял 6-е место в чемпионате Нидерландов сезона 1993/94. В сезоне 1994/95 Тиджани стал серебряным призёром чемпионата Нидерландов. Всего за «Роду» Тиджани провёл 78 матчей и забил 26 мячей, именно благодаря своей игре за «Роду» Бабангида заслужил внимание одного из сильнейших клубов Нидерландов амстердамского «Аякса», в который Тиджани перешёл в 1996 году.
Став игроком «Аякса», Тиджани быстро закрепился в основном составе, хотя в первом сезоне Бабангида забил только 4 мяча в 25 матчах сезона 1996/97, а его клуб занял лишь 4-е место в чемпионате. В сезоне 1997/98 Тиджани стал чемпионом Нидерландов и обладателем кубка Нидерландов. Постепенно Бабангида терял место в основном составе «Аякса», и в 2000 году Тиджани перешёл на правах аренды в турецкий «Генчлербирлиги». Но в турецком клубе Тиджани провёл только 12 матчей и забил 2 мяча. После возвращения в Нидерланды контракт с «Аяксом» у Тиджани уже закончился, и Бабангида перешёл в «Витесс» на правах свободного агента, подписав с клубом контракт на один год, хотя Бабангиде было предложено присоединиться к французскому «Осеру», но Тиджани после звонка Рональда Кумана решил перейти в «Витесс». За «Витесс» Тиджани провёл 14 матчей и забил 1 мяч. После окончания контракта Тиджани отправился в Саудовскую Аравия выступать за клуб «Аль-Иттихад» из города Джидда, с которым он подписал шестимесячный контракт. В чемпионате Саудовской Аравии Тиджани провёл 5 матчей, затем после разногласий с главным тренером он покинул клуб. Последними клубом Бабангиды был китайский клуб «Чанчунь Ятай». По окончании карьеры игрока Тиджани стал футбольным агентом.
Младшие братья Тиджани, Ибрагим (1976—2024) и Аруна (род. 1982) — также профессиональные футболисты.

## Карьера в сборной
В национальной сборной Нигерии Тиджани дебютировал в 1994 году. В 1996 году в составе олимпийской сборной Нигерии Бабангида стал олимпийским чемпионом. Тиджани участвовал в чемпионате мира 1998 года во Франции. На чемпионате мира его сборная дошла до 1/8 финала, в которой уступила сборной Дании со счётом 4:1, единственный мяч за Нигерию в той игре забил Тиджани. Всего за сборную с 1994 по 2001 год Тиджани провел 40 матчей и забил 5 мячей.

## Достижения
Клубные:
- Чемпион Нидерландов: 1997/98
- Обладатель Кубка Нидерландов: 1997/98, 1998/99
- Обладатель Кубка Турции: 2000/01

Национальные:
- Олимпийский чемпион 1996 года